# Henock
Henock är ett manligt förnamn med olika ursprung som är relaterat till det bibliska namnet Enok. 

## Kända personer med namnet Henock
- Henock Abrahamsson (1909–1958), svensk fotbollsmålvakt
- Henock Kankoshi (född 1965), medlem av namibiska rådet
- Henock Trouillot (1923–1988) haitisk historiker, dramatiker och romanförfattare